# Gertraud Heise
Gertraud Heise (* 1944 in Elgersburg) ist eine deutsche Journalistin und Autorin.

## Werdegang
Ausbildung als Schauspielerin an der Folkwangschule (Essen), zwei Jahre Theater, seit 1968 freie Mitarbeiterin für diverse Rundfunkanstalten z. B. als Sprecherin in der Lesung „Die Frau von dreißig Jahren“ von Balzac. Daneben arbeitet sie auch an Produktionen für Film und Fernsehen.
Sie erhielt 1976 den Preis Medienpreis Entwicklungspolitik des Bundesministeriums für wirtschaftliche Zusammenarbeit und Entwicklung.

## Veröffentlichungen
- Reise in die schwarze Haut. Hammer Verlag, Wuppertal 1980, ISBN 3-87294-155-0.
  - Reise in die schwarze Haut. Ein Tagebuch. Fischer Taschenbuch Verlag, Frankfurt am Main 1985 (7 Auflagen).
- Das dritte Paradies.  Fischer-Taschenbuch-Verlag, Frankfurt am Main 1985.

Mitgewirkt bei:
- Vera Brühne (Zwei Audio CDs): von Manfred Mays, Gertraud Heise, Achim Thorwald, und Aart Veder. Verlag Hörbuch Hamburg (Eine Produktion des Hessischen Rundfunks), Januar 2001.
- Nasse Berufung (Audio-CD): von Erdmann Winger, Zora del Buono, Teresa Salema, Ulrich Pleitgen, Maren Kroymann und Gertraud Heise; Verlag Hörbuch Hamburg (Hörbuch der Zeitschrift Mare), Juli 2002.

## Hörspiele (Auswahl)
- 1969: Raymond Chandler: Ich werde warten – Bearbeitung und Regie: Hermann Naber (Kriminalhörspiel – SWF)
- 2011: Christine Lehmann: Blutoper (Radio-Tatort – SWR)